# جونکی ماواتاری
جونکی ماواتاری (انگلیسی: Junki Mawatari؛ زادهٔ ۳ اکتبر ۱۹۹۶) بازیکن فوتبال اهل ژاپن است.